# Stratton-on-the-Fosse
Stratton-on-the-Fosse – wieś w Anglii, w hrabstwie Somerset, w dystrykcie (unitary authority) Somerset. Leży 23 km na południe od miasta Bristol i 167 km na zachód od Londynu. W 2001 miejscowość liczyła 1045 mieszkańców.
Znajduje się tu klasztor Downside Abbey.